# حركة إرادة الشعب
حركة إرادة الشعب (بالإسبانية: Movimiento Voluntad Popular) هو حزب سياسي في كولومبيا. في الانتخابات التشريعية التي أجريت في 10 مارس 2002، فاز الحزب كواحد من العديد من الأحزاب الصغيرة بالتمثيل البرلماني.